# Marijke Merckens
Marijke Merckens, geboren als Marijke Ouwejan (Magelang (Nederlands-Indië), 3 februari 1940 – Harfsen, 9 februari 2023), was een Nederlands actrice en zangeres.

## Leven en werk
Merckens groeide op in Nederlands-Indië, maar doorliep in Nederland het gymnasium en de toneelschool (in Arnhem). Ze debuteerde in het seizoen 1963/1964 bij het cabaret van Wim Sonneveld, waar ze twee seizoenen zou blijven. Na vijf seizoenen bij de Haagse Comedie was Merckens bij verschillende gezelschappen te zien, maar heeft ze toch voornamelijk in de vrije sector gewerkt.
Op televisie debuteerde ze als 'Toedeloe' in de televisieserie Pipo en de Waterlanders. Halverwege de jaren zestig zat ze samen met Trea Dobbs en Ria Valk in de tv-magazine-shows rond Rob de Nijs van de VARA. Drie bewaard gebleven shows verschenen in 2011 op dvd. Merckens bleef veel gevraagd voor televisie, niet alleen als actrice zoals in Blanche van Waveren in Oppassen en zangeres, maar ook als panellid of kandidate zoals bijvoorbeeld in het spelprogramma Hints. Bij het grote publiek is ze vooral bekend door haar rol in de jeugdserie De Zevensprong, waarin ze mejuffrouw Rosmarijn speelde.
Merckens was ook te horen in hoorspelen, onder meer in Kortsluiting onder regie van Bert Dijkstra.
Als zangeres bracht ze de liedjes De Modepop (vertaling van Poupée de cire, poupée de son van France Gall), Happy End, Mammie en Kareltje de Grote.

## Privéleven
Merckens is de achternaam van haar grootmoeder. Ze overleed op 83-jarige leeftijd na een ziekbed. Merckens was getrouwd met acteur Jacques Luijer.

## Filmografie

### Films
| Titel                  | Rol                              |
| ---------------------- | -------------------------------- |
| Een vrouw als Eva      | Sonja (buurvrouw van Eva)        |
| Ik ben Joep Meloen     | presentatrice Songfestival       |
| Een vlucht regenwulpen | moeder van Maarten               |
| Honneponnetje          | Gerda (moeder van Honneponnetje) |

### Televisieseries
| Jaar      | Rol                  | Serie                  | Aflevering              |
| --------- | -------------------- | ---------------------- | ----------------------- |
| -         | -                    | Villa des Roses        | -                       |
| 1982      | Sonja                | Mensen zoals jij en ik | Mijn vrouw is het einde |
| 1982      | Mejuffrouw Rosmarijn | De Zevensprong         | -                       |
| -         | Marijke / Selma Duim | Sesamstraat            | -                       |
| 1987      | Lilly Zeppalinie     | Moordspel              | Illusie verstoord       |
| -         | -                    | Medisch Centrum West   | -                       |
| -         | -                    | Barbapapa              | -                       |
| 1992      | Bibi                 | In de Vlaamsche pot    | Moeder wat is het koud  |
| 1993–1994 | Blanche van Waveren  | Oppassen!!!            | -                       |
| -         | Tilly                | Ha, die Pa!            | -                       |

### Hoorspelen
- Kortsluiting